# Julio Zuñiga
Julio Gabriel Zuñiga (San Fernando del Valle de Catamarca, Argentina; 30 de enero de 1995) es un futbolista argentino. Juega como centrocampista y actualmente juega en Deportivo Madryn.

## Clubes
| Club              | País      | Año             | Partidos | Goles |
| ----------------- | --------- | --------------- | -------- | ----- |
| River Plate       | Argentina | 2014 - 2016     | 0        | 0     |
| Chacarita Juniors | Argentina | 2016 - Presente | 12       | 0     |